# Coriolanus Snow
Coriolanus "Coryo" Snow è un personaggio immaginario e il principale antagonista della serie letteraria di Hunger Games, composto da una saga di romanzi e film. Nella trilogia originale (2008-2010), il Presidente Snow è il tirannico dittatore dello stato di Panem fino alla fine della Seconda Ribellione, che segna la sua caduta. Nel primo prequel Ballata dell'usignolo e del serpente (2020), viene presentato come un ragazzo diciottenne ambizioso, intelligente e carismatico, ed è il protagonista della storia. In questa storia, gli viene affidato il ruolo di mentore di Lucy Gray Baird, una giovane cantante che partecipa alla decima edizione degli Hunger Games, con la quale sviluppa un legame profondo.
Nei primi quattro adattamenti cinematografici di Hunger Games, il presidente Snow è interpretato da Donald Sutherland. L'attore ha voluto partecipare alla serie perché credeva che avrebbe potuto avvicinare i giovani spettatori ai temi politici della rivoluzione. Nel film Hunger Games - La ballata dell'usignolo e del serpente (2023), il ruolo del giovane Snow è stato affidato a Tom Blyth, che ha descritto l'evoluzione del personaggio in tre fasi: dall'essere ingenuo e ambizioso al diventare un individuo più freddo e calcolatore, simile all'interpretazione di Sutherland.
Le rose rappresentano un simbolo distintivo della famiglia Snow, legando Coriolano a sua madre e sua nonna. Questo fiore diventa anche uno strumento con cui Snow comunica con Katniss Everdeen (la protagonista di Hunger Games). Uno dei suoi metodi caratteristici per eliminare i nemici è l'uso del veleno. Il personaggio è profondamente influenzato dalla visione della  psicopatica e malvagia dottoressa Volumnia Gaul (l'antagonista principale della prima storia prequel), secondo cui il controllo statale è essenziale per prevenire il caos. Inizialmente, Snow aiuta Lucy Gray per un tornaconto personale, ma finisce per sviluppare sentimenti sinceri verso di lei. Lucy Gray condivide alcune somiglianze con Katniss, tra cui la musicalità, le origini umili e l'esperienza traumatica degli Hunger Games.
Critici sia del libro che del film hanno espresso perplessità sulla scelta di porre Snow al centro della storia del romanzo Ballata dell'usignolo e del serpente, poiché il personaggio è destinato a diventare un futuro antagonista. Tuttavia, l'interpretazione di Sutherland nei quattro film della serie originale ha ricevuto ampi consensi, ampliando il ruolo del presidente Snow rispetto a quanto descritto nei libri. Per la sua performance, Sutherland è stato candidato a un Teen Choice Award e a un MTV Movie Award.

## Biografia del personaggio
Snow vive a Panem, un futuro distopico ambientato nell'America del Nord, dove una capitale d'élite domina 12 distretti. Ogni anno si tengono gli Hunger Games, un crudele evento ideato per punire i distretti per una rivoluzione fallita, nota come i Giorni Bui. I Giochi prevedono la partecipazione di un Tributo maschile e uno femminile per ciascun distretto, costretti a combattere fino alla morte finché non ne rimane uno solo.

### Ballata dell'usignolo e del serpente
Snow proviene da una ricca famiglia di Capitol City che ha perso il suo status durante i Giorni Bui. In quel periodo, suo padre, Crassus Snow, morì in battaglia, e la fortuna della famiglia, investita nelle munizioni del distretto 13, andato distrutto durante la rivoluzione, andò perduta. Ora Snow rischia lo sfratto dal suo attico, dove viveva con la cugina Tigris e la nonna, affettuosamente chiamata "signoranonna". La famiglia ha venduto gran parte dei propri beni e fatica persino a procurarsi cibo a sufficienza.
Alla decima edizione degli Hunger Games, il diciottenne Snow ha l'opportunità di migliorare il proprio status e finanziare i suoi studi universitari, salvando così se stesso, Tigris e la nonna. Gli viene assegnata come Tributo la sedicenne Lucy Gray Baird, Tributo femminile del Distretto 12, una ragazza dal grande carisma che conquista il pubblico con la sua voce e le sue esibizioni. Snow la accoglie alla stazione ferroviaria, le porta cibo di nascosto e la aiuta a ottenere il favore degli sponsor di Capitol City, suggerendo per la prima volta l'idea di fornire cibo e acqua ai Tributi nell'arena. I due si avvicinano sempre di più, stringendosi persino la mano in segno di complicità.
Nel frattempo, la dottoressa Volumnia Gaul, capo Stratega, si interessa alle idee di Snow sui Giochi e ai suoi suggerimenti per aumentarne il fascino. Per testarlo, lo costringe a entrare nell'arena per recuperare un altro mentore, Sejanus Plinth, un giovane nato nel Distretto 2 che protesta contro i Giochi, che vi era entrato per omaggiare il Tributo maschio del Distretto 2 che gli era stato assegnato. Durante questa missione, Snow uccide un Tributo per autodifesa. Successivamente, scoprendo che la dottoressa Gaul intende liberare nell'arena dei serpenti mutati, Snow lascia cadere un fazzoletto con l'odore di Lucy Gray nella loro gabbia, assicurandosi così che non la attacchino. Grazie a questa strategia, Lucy Gray vince i Giochi.
Il decano Highbottom, però, scopre che Snow ha imbrogliato e lo obbliga a unirsi ai Pacificatori, il corpo che garantisce l'ordine nei Distretti. Anche Sejanus si arruola come Pacificatore. Nel Distretto 12, Snow si riunisce con Lucy Gray, iniziando con lei una relazione sentimentale. Assiste alle sue esibizioni musicali insieme alla sua famiglia, i Covey, ma si mostra geloso del suo passato con un ragazzo di nome Billy. Lucy, tuttavia, scrive canzoni ispirate a Snow.
Coinvolto in un complotto ribelle con Sejanus, Snow uccide un cittadino con un'arma illegale e fornisce informazioni che portano all'esecuzione di Sejanus e di un ribelle. Temendo di essere il prossimo, fugge nel bosco con Lucy Gray.
Nel frattempo, Snow distrugge le prove dei suoi crimini, ma Lucy Gray inizia a diffidare di lui a causa delle persone che ha ucciso. La inseguono nel bosco, dove lei lo attira in una trappola lasciando un serpente per attaccarlo. Snow le spara, ma non è sicuro se sia morta o sia riuscita a fuggire. Tornato a Panem, viene assegnato a un prestigioso programma di tutoraggio sotto la guida del Dr. Gaul.

### Trilogia diHunger Games
In Hunger Games, La ragazza di fuoco e Il canto della rivolta, Coriolanus Snow è il presidente di Panem, una figura fredda e spietata che governa con pugno di ferro. In La ragazza di fuoco, Snow incontra Katniss Everdeen prima del suo Victory Tour per minacciarla apertamente, mettendo in pericolo lei e i suoi cari. Per reprimere il crescente sentimento anti-Capitol City, Snow le ordina di convincere l'intero Paese – e persino lui stesso – che la sua relazione con Peeta Mellark è autentica, trasformandola in un'arma politica contro la ribellione.
In Il canto della rivolta, Snow guida personalmente la campagna militare di Capitol City per soffocare la rivoluzione che si sta diffondendo nei Distretti. Il conflitto lo pone in diretto antagonismo con Katniss, che diventa il simbolo della resistenza. La loro rivalità si intensifica, trasformandosi in uno scontro ideologico e personale, che culmina in una battaglia per il futuro di Panem.
Nel libro Il canto della rivolta, Snow appare sia in televisione che nell'immaginazione di Katniss. Quest'ultima chiede di essere l'unica a uccidere Snow per poter entrare nella squadra di propaganda dei ribelli, un dettaglio assente nei film. In seguito, Katniss insiste per partecipare alla battaglia a Capitol City con l’obiettivo di uccidere direttamente Snow. Dopo la vittoria dei ribelli, Katniss incontra Snow, che si mostra sorprendentemente ottimista mentre le parla del fatto che entrambi sono stati 'manipolati'. Snow cerca di convincerla che è stato il Distretto 13 a sganciare le bombe che hanno ucciso sua sorella minore, Prim. Durante l'esecuzione pubblica di Snow, Katniss dovrebbe ucciderlo con arco e frecce, ma invece colpisce Alma Coin, leader della ribellione. Snow scoppia in una risata incontrollabile e muore poco dopo, probabilmente soffocato dalla tosse di sangue o schiacciato dalla folla in tumulto.
Negli adattamenti cinematografici, il personaggio di Snow assume un ruolo più rilevante, con scene aggiuntive che vengono mostrate dal suo punto di vista. Nel primo film, appare in conversazioni con il capo gamemaker Seneca Crane in un roseto. In La ragazza di fuoco, il suo ruolo principale consiste nel discutere con il nuovo capo gamemaker, Plutarch Heavensbee. In Il canto della rivolta - Parte 1, viene introdotto un team che lo affianca, tra cui uno scrittore di discorsi. In Il canto della rivolta - Parte 2, Snow avvelena un generale durante una cena formale.
Una scena eliminata da Il canto della rivolta - Parte 1 mostra Snow che discute delle rivolte con Peeta e spiega il ruolo di quest'ultimo nella sua campagna di propaganda. Questa scena è stata omessa poiché il film è narrato principalmente dal punto di vista di Katniss.

## Caratterizzazione
Snow deve il suo nome al generale romano Gneo Marcio Coriolano. Nell'opera teatrale Coriolano di William Shakespeare, il generale si schiera a favore del potere politico dominante degli aristocratici nella società. Sarah Lyall del The New York Times ha paragonato il ruolo di Snow come antagonista a figure come Machiavelli, Nerone e Riccardo III. La sua malvagità, in qualità di presidente, risulta più evidente nei film, dove ricorda un classico cattivo dei film di James Bond, rispetto ai libri.
La ballata dell'usignolo e del serpente racconta come Snow sia diventato un antagonista. L'autrice Suzanne Collins si è ispirata alla celebre citazione di William Wordsworth, "il bambino è il padre dell'uomo", riflettendo su come l'infanzia di Snow abbia influenzato profondamente le sue opinioni sul cibo, le donne e Panem. Ha esplorato l'idea della tabula rasa, secondo cui le persone nascono come "pagine bianche" e si formano attraverso le esperienze di vita; tuttavia, ha osservato che i contemporanei di Snow mostrano personalità molto diverse, nonostante abbiano condiviso le difficoltà di un periodo di guerra.
Il diciottenne Snow viene presentato come uno studente carismatico e di talento. È egoista, ambizioso e controllante: sebbene le sue azioni possano sembrare moralmente virtuose, sono guidate da una logica egoistica o opportunistica. Si considera una persona perbene, nonostante si trovi in una situazione apparentemente senza via d'uscita, e si ritiene superiore per diritto di nascita rispetto al suo compagno di classe Seiano proveniente dal Distretto.
Ai tempi di Hunger Games, Snow incarna lo stato di Panem. È un fascista e un dittatore totalitario determinato a reprimere ogni rivoluzione. Come presidente, si distingue per la sua spietatezza, intelligenza e inclinazione al sadismo.
Le rose simboleggiano l'eredità degli Snow. Coriolanus Snow possiede un compatto appartenuto a sua madre, contenente polvere profumata alla rosa, la cui aroma gli ricorda lei. Sul tetto del loro attico, sua nonna coltiva un roseto, nutrendo una profonda passione per le rose, che spesso regala a Snow nelle occasioni importanti. Divenuto presidente, Snow dona a Katniss una rosa dopo il loro incontro in La ragazza di fuoco e ne lascia una nella sua casa bombardata in Il canto della rivolta. Le rose vengono poi lanciate dopo l'attentato al Distretto 13.
Secondo Finnick in Il canto della rivolta, Snow ha avvelenato i suoi nemici per salire al potere, bevendo dalle loro stesse tazze per guadagnarne la fiducia e assumendo poi un antidoto. L'ingestione ripetuta del veleno gli ha causato piaghe alla bocca, il cui odore di sangue mascherava con il profumo delle rose. In La ballata dell'usignolo e del serprente, si vede Snow avvelenare Dean Highbottom. Suo padre fu responsabile della creazione degli Hunger Games, trasformando in realtà un'idea di Highbottom, nata in un momento di ubriachezza, e presentandola come parte di un compito accademico quando entrambi erano studenti. Per questo motivo, Highbottom nutre un profondo rancore nei confronti di Coriolanus Snow.

### Relazioni con altri personaggi
Inizialmente, Snow aiuta Lucy Gray con l'obiettivo di garantirsi un posto all'università. Tuttavia, ben presto inizia a provare un sincero affetto per lei, trovandosi in difficoltà nel distinguere i veri motivi che lo spingono ad aiutarla. Snow sperimenta sia l'amore che la possessività nei suoi confronti. Dal suo punto di vista, però, Lucy Gray lo tradisce, spingendolo a diventare un personaggio più freddo e distaccato.
Katniss potrebbe ricordare a Snow Lucy Gray per il loro distretto d'origine, il talento musicale e la relazione nata durante i Giochi. Snow è convinto che Peeta ami Katniss, ma crede che lei non ricambi; per questo la costringe a partecipare al Victory Tour per 'convincerlo' che la loro relazione sia autentica. Katniss utilizza il canto come strumento di propaganda rivoluzionaria, un parallelo con la scrittura delle canzoni di Lucy Gray. Inoltre, interpreta direttamente alcuni brani composti da Lucy Gray. Collins ha dichiarato che la musica di Lucy Gray ha avuto un ruolo nel declino del presidente Snow, citando il momento in cui Katniss canta Deep in the Meadow a Rue durante gli Hunger Games.
Inizialmente, Snow prova comprensibile disgusto nei confronti del dottor Gaul. Tuttavia, entrambi condividono l'idea che i Giochi siano necessari per rivelare la natura più primitiva degli esseri umani. Il dottor Gaul incoraggia Snow a considerare il controllo di Panem da parte di Capitol City come una misura giustificata per proteggerlo dal caos.

## Concezione e sviluppo

### Donald Sutherland

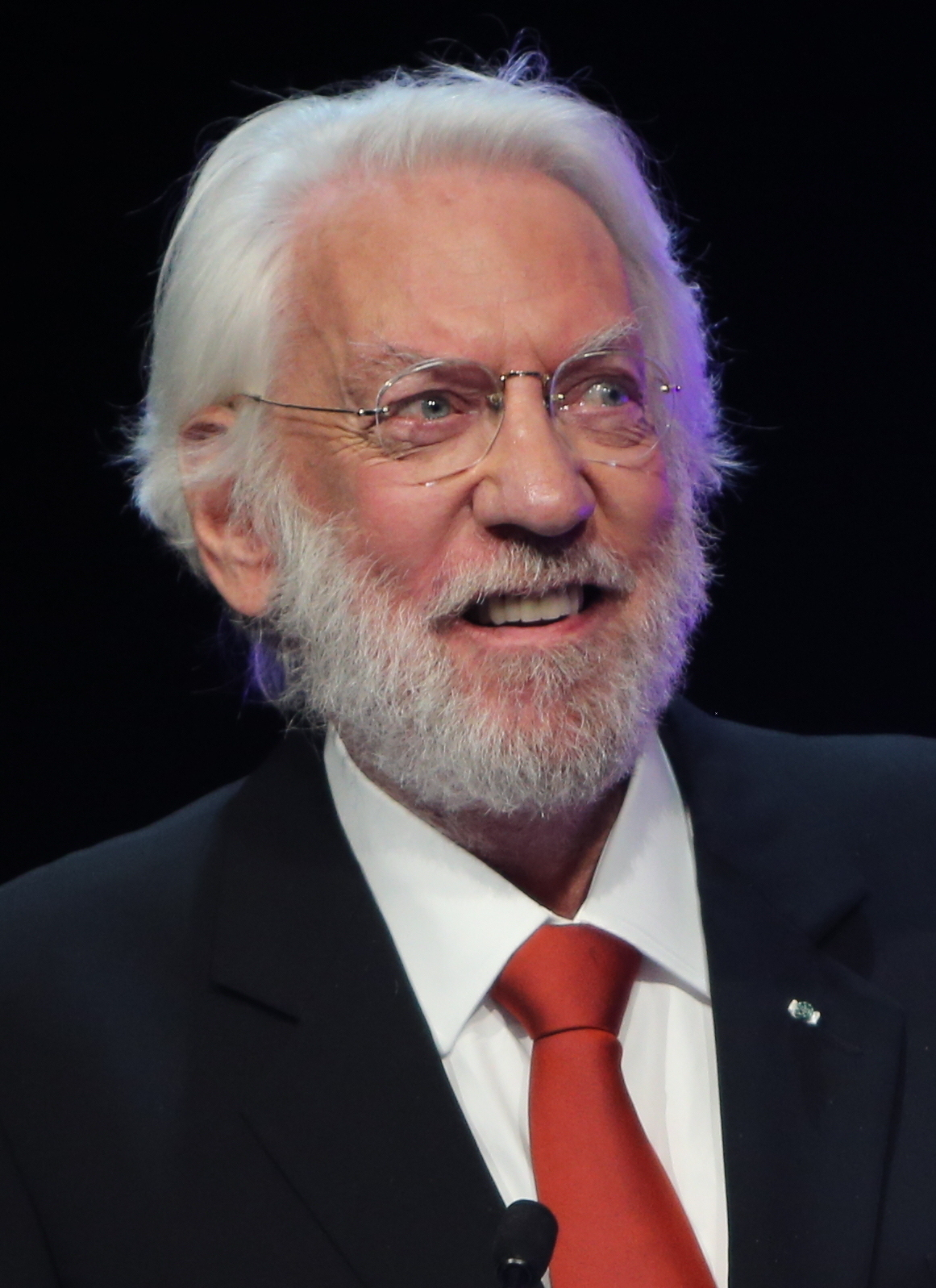
Donald Sutherland ha interpretato Snow nei quattro film della serie originale di Hunger Games

Donald Sutherland ha interpretato l'anziano Snow in quattro film della saga di Hunger Games. Dopo aver letto la sceneggiatura del primo film, chiese di farne parte per via dei suoi temi politici. Attivista di sinistra, Sutherland sperava che i giovani spettatori si organizzassero e avviassero un movimento rivoluzionario per portare un cambiamento politico negli Stati Uniti. Sebbene il personaggio di Snow avesse poche battute nel copione, il regista Gary Ross aggiunse scene ambientate in un roseto per approfondirne la presenza.
Sutherland vedeva la disuguaglianza, il potere e la speranza come temi centrali della serie e considerava Snow un personaggio irredimibile. Lo ha paragonato a diversi presidenti degli Stati Uniti per le loro "decisioni espedienti" volte a mantenere il controllo. Sutherland ha inoltre affermato che Snow rispetta Katniss, poiché lei lo sfida e gli mostra come sarebbe potuta essere la sua vita. Tuttavia, credeva anche che, se Katniss fosse stata la nipote di Snow, sarebbe diventata presidente di Panem.

### Tom Blyth

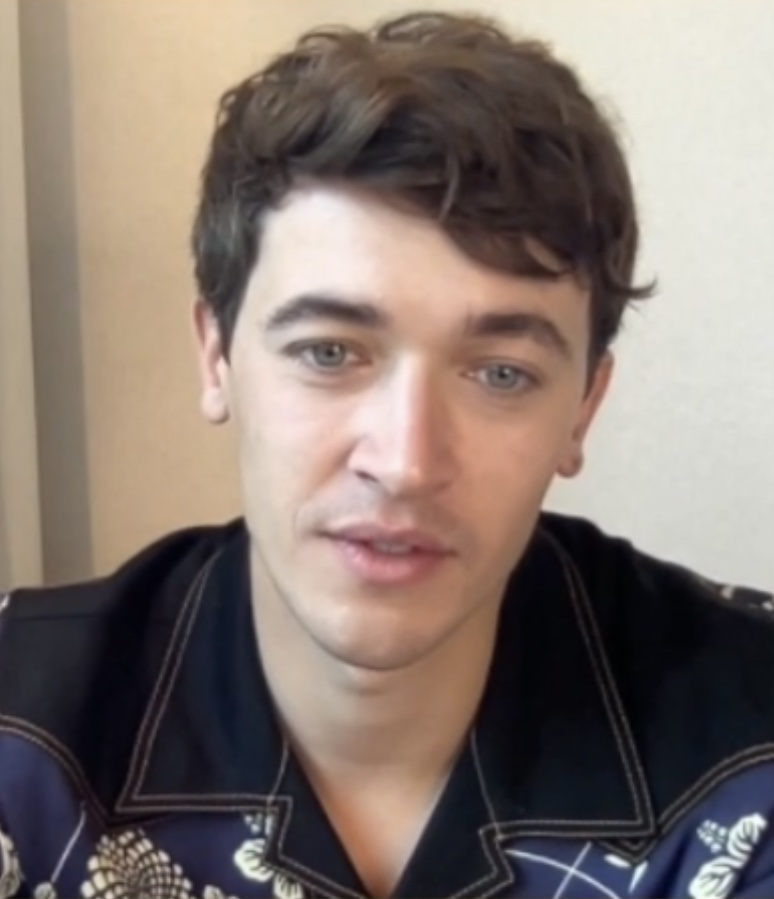
Tom Blyth ha interpretato Snow ne La ballata dell'usignolo e del serpente

Tom Blyth è stato scelto per interpretare il giovane Snow in La ballata dell'usignolo e del serpente. Il regista Francis Lawrence desiderava un attore con gli occhi azzurri, per mantenere una continuità visiva con Donald Sutherland. Per due mesi, Blyth ha affrontato un intenso processo di audizioni, sia individuali che in lettura con le attrici in lizza per il ruolo di Lucy Gray, per testare la chimica tra i personaggi. La produttrice Nina Jacobson ha sottolineato la difficoltà di trovare un attore capace di incarnare sia il lato eroico che quello oscuro di Snow. Poiché il personaggio è denutrito, Blyth ha seguito per sei mesi una dieta a base di "fette di mela e burro di mandorle". Inoltre, i suoi capelli sono stati tinti dal castano al biondo.
Né Lawrence né Blyth volevano ricreare la caratterizzazione di Snow offerta da Sutherland. Tuttavia, verso la fine del film, la voce di Blyth subisce un cambiamento, avvicinandosi a quella di Snow interpretato da Sutherland. Il film si conclude con una battuta di Sutherland tratta da Il canto della rivolta – Parte 1: «Sono le cose che amiamo di più che ci distruggono». Snow pronuncia questa frase a Katniss mentre i ribelli salvano Peeta, che è stato torturato per odiarla. Questa frase, inizialmente utilizzata dal team di marketing della Lionsgate in un trailer, è stata successivamente incorporata nel film da Lawrence.
Blyth sperava che gli spettatori riuscissero a comprendere le motivazioni di Snow e il modo in cui fosse diventato malvagio attraverso il film. Egli vedeva il suo personaggio articolato in tre fasi: ingenuo e ambizioso ("Coryo"), in transizione verso l'età adulta ("Coriolanus") e, infine, la figura diffidente interpretata da Sutherland, ovvero il futuro presidente Snow. Jacobson ha spiegato che il film chiedeva al pubblico di empatizzare con Snow, pur essendo consapevole del suo destino, ma doveva anche evidenziarne avidità e ambizione.

## Accoglienza

### Ballata dell'usignolo e del serpenteromanzo
Lucy Pavia, di Evening Standard, ha osservato che Snow «non riesce a suscitare molta empatia o interesse» a causa della sua miscela "stranamente cagliata" di empatia e ambizione. Secondo Pavia, non era chiaro quale personaggio il pubblico avrebbe dovuto sostenere, soprattutto in contrasto con Katniss. Megan McCluskey, del Time, ha criticato il fatto che il personaggio di Snow sia stato "decodificato" esclusivamente in funzione del suo ruolo in  Hunger Games, senza giustificare adeguatamente le «radici della sua ambizione ad ogni costo».
Al contrario, Laura Miller, di Slate, ha elogiato Snow come un protagonista più riconoscibile e realistico rispetto a Katniss, poiché attraversa «piccoli risentimenti, lampi di generosità e fallimenti morali». Pur trovando la sua prospettiva stancante nella seconda metà del libro, Miller ha apprezzato la direzione della narrazione, in particolare il modo in cui Coriolanus è costretto a compiere scelte difficili nel Distretto 12.

### La ballata dell'usignolo e del serpentefilm
Molti critici hanno disapprovato l’attenzione del film su Snow. Roxana Hadadi di Vulture ha osservato che concentrarsi solo su un anno della vita di Snow e sulla sua futura malvagità impedisce al film di offrire "un ritratto coerente" del personaggio. Su HuffPost, Candice Frederick ha criticato la storia delle origini di un cattivo maschio bianco come un cliché, trovando difficile coinvolgersi nella vicenda quando la malvagità di Snow è già nota. Inoltre, ha sollevato perplessità sulle implicazioni narrative di una donna di colore oppressa, Lucy Gray, che si innamora del suo oppressore bianco, Snow. Lauren Coates di Chicago Reader ha affermato che il film non si impegna pienamente nell'esplorare Snow come un «antieroe contorto», concentrandosi invece sulla sua relazione con Lucy Gray, descritta come una "distrazione" in stile Romeo e Giulietta.
Sandra Hall del The Sydney Morning Herald ha descritto lo Snow interpretato da Blyth come «intimidatoriamente alto, con occhi azzurri di ghiaccio, riccioli biondi e un portamento aristocratico». Valerie Complex di Deadline Hollywood ha notato in Snow «un'esitazione e una mancanza di fiducia insolite», a differenza della «furbizia agghiacciante e spassionata» del libro, e ha ritenuto che l'umanizzazione del personaggio abbia penalizzato il film. Wendy Ide dell'The Observer lo ha trovato «stranamente incoerente» e poco sviluppato, mentre Stephanie Zacharek del Time si è chiesta cosa potesse mai attrarre Lucy Gray in lui.
Di parere opposto, Elizabeth Weitzman di Time Out ha elogiato il 'carisma sobrio' di Blyth e la sua chimica con gli altri attori, che a suo avviso hanno fornito il 'centro fisso' del film.

### Serie di filmHunger Games
Sutherland è stato candidato agli MTV Movie Awards 2014 nella categoria Miglior cattivo per La ragazza di fuoco e ai Teen Choice Awards 2015 nella categoria Movie Villain per Il canto della rivolta - Parte 1.
La sua interpretazione è stata ampiamente elogiata dalla critica. Diversi recensori hanno sottolineato come la sua barba bianca lo faccia somigliare a un leone. Geoffrey Macnab di The Independent lo ha definito un «presidente elegantemente malvagio, che accarezza la barba», mentre David Denby del The New Yorker ha trovato divertenti le sue «sopracciglia sataniche e la voce rotonda e insinuante». Emily St. James, su Vox Media, ha lodato Sutherland definendolo «geniale e brillante». Tuttavia, David Thomson di The New Republic ha espresso un giudizio negativo, criticandolo come «vuoto e prevedibile» nel ruolo di una «mente portentosa».
Il ruolo di Snow nella narrazione ha ricevuto un'accoglienza contrastante. Geoff Pevere, scrivendo per The Globe and Mail, riteneva che il personaggio contribuisse ad accrescere la tensione drammatica in La ragazza di fuoco. Al contrario, Hall ha criticato la riduzione del tempo sullo schermo di Snow in Il canto della rivolta - Parte 1 rispetto ai film precedenti. Terri Schwartz di IGN ha osservato che Il canto della rivolta - Parte 2 trascura gli altri personaggi per concentrarsi sulla rivalità tra Katniss e Snow, aggiungendo che il rifiuto di Katniss di uccidere Snow alla fine «manca del pugno di cui avrebbe bisogno».